# Loma del Vidrio
Loma del Vidrio är en ort i Mexiko.   Den ligger i kommunen Acayucan och delstaten Veracruz, i den sydöstra delen av landet, 500 km öster om huvudstaden Mexico City. Loma del Vidrio ligger 69 meter över havet och antalet invånare är 127.
Terrängen runt Loma del Vidrio är platt. Runt Loma del Vidrio är det ganska tätbefolkat, med 199 invånare per kvadratkilometer. Närmaste större samhälle är Acayucan, 10,5 km öster om Loma del Vidrio. Omgivningarna runt Loma del Vidrio är en mosaik av jordbruksmark och naturlig växtlighet.